# Landing Craft Utility

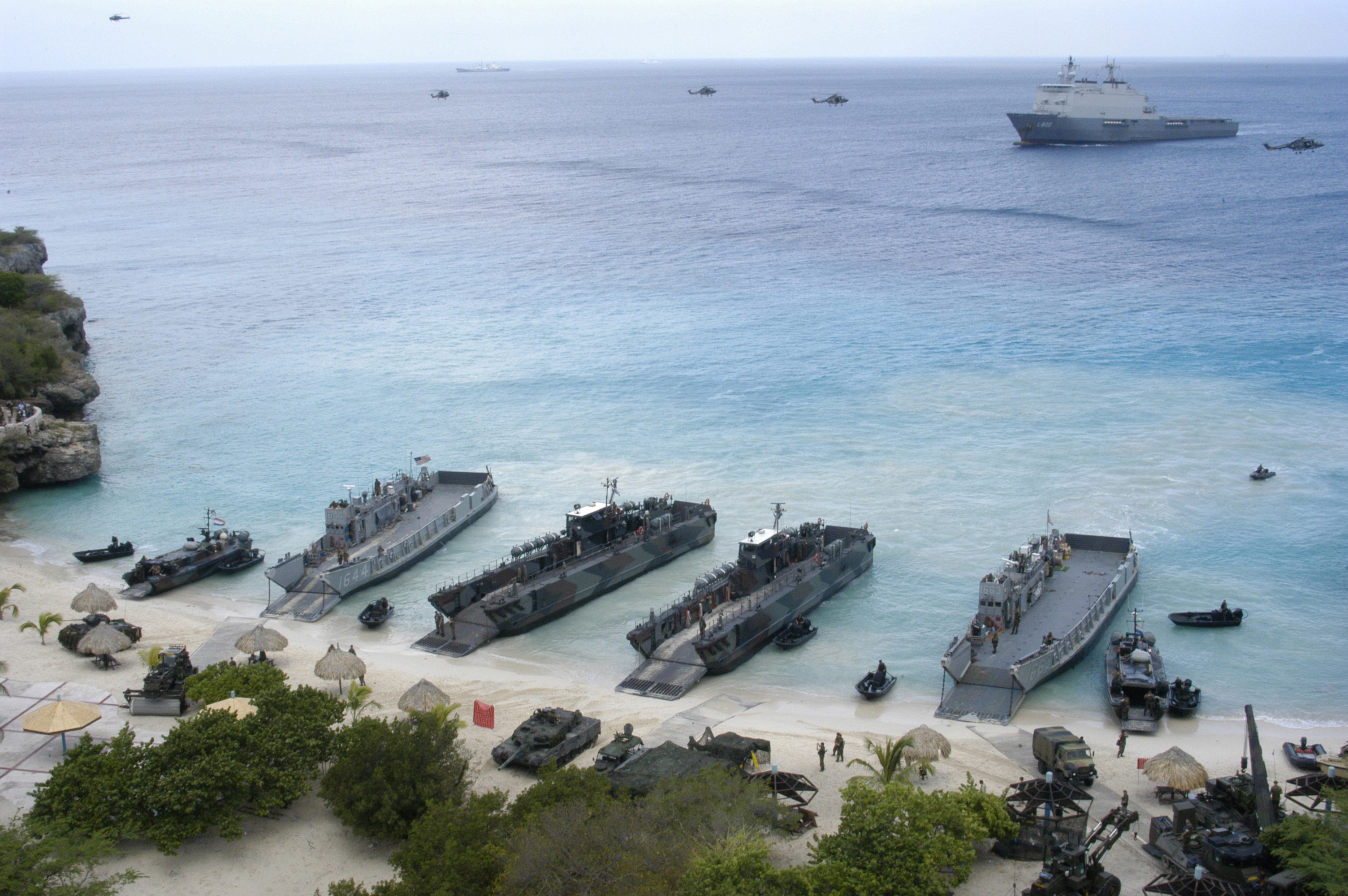
LCU statunitensi e olandesi durante un'esercitazione a Curaçao

Il Landing Craft Utility (LCU) è un mezzo da sbarco per il trasporto di personale ed equipaggiamento, con la capacità di trasportare in alternativa veicoli ruotati o cingolati con blindatura leggera, muniti di portellone anteriore per effettuare lo sbarco su spiaggia o ad un molo. Normalmente i mezzi LCU partono da navi da guerra anfibia come quelle statunitensi della classe Tarawa, che sono dotate di bacini di sbarco allagabile, o come le italiane Classe San Giorgio.

## Descrizione
I Landing Craft Utility traggono origine dai Landing Craft Tank (LCT), prodotti in gran quantità e diverse versioni (da Mark 1 a Mark 8, le Mark 7 furono riclassificate Landing Ship Medium (LSM)) durante la seconda guerra mondiale.

Dopo la guerra, i LCT superstiti (Mark 5 e Mark 6) furono riclassificati, nel 1949, in Landing Ship Utility o Utility Landing Ship (LSU); successivamente, nel 1952 o 1956, furono riclassificati Landing Craft Utility (LCU).

Negli anni successivi furono realizzate altre versioni (Mk 9, Mk 10, 1466, 1610, 1627 e 1646) con la denominazione di Landing Craft Utility.

## Caratteristiche
| Tipo Classe                     | Royal Navy | Royal Navy | U.S. Navy | U.S. Navy | U.S. Navy | U.S. Navy | US Army  |
| Tipo Classe                     | LCU Mk.9   | LCU Mk.10  | LCU 1466  | LCU 1610  | LCU 1627  | LCU 1646  | LCU 2000 |
| ------------------------------- | ---------- | ---------- | --------- | --------- | --------- | --------- | -------- |
| Foto                            |            |            |           |           |           |           |          |
| Unità                           | 12         | 10         | 143       | 17        | 19        | 21        | 35       |
| Lunghezza (m)                   |            | 29,82      | 36,27     | 41,11     | 41,11     | 41,11     | 53       |
| Larghezza (m)                   |            | 7,7        | 10,36     | 8,83      | 8,83      | 8,83      | 13       |
| Pescaggio (m)                   |            | 1,5        | 1,82      | 1,86      | 1,86      | 1,86      | 2,4      |
| Dislocamento (t)                |            | 240        | 180       | 200       | 200       | 200       | 584      |
| Dislocamento a pieno carico (t) |            |            | 360       | 375       | 375       | 375       | 1.104    |

| Tipo Classe                     | Marine nationale | Marine nationale | Marine nationale | Deutsche Marine | Koninklijke Marine |
| Tipo Classe                     | EDIC             | EDIC 700         | CDIC             | 520 Barbe       | (NL)LCU Mark II    |
| ------------------------------- | ---------------- | ---------------- | ---------------- | --------------- | ------------------ |
| Foto                            |                  |                  |                  |                 |                    |
| Unità                           | 6                | 2                | 2                | 5               | 22                 |
| Lunghezza (m)                   | 55               | 60               | 59,4             | 40,04           | 36,2               |
| Larghezza (m)                   | 11,95            | 11,9             | 11,9             | 8,08            | 6,85               |
| Pescaggio (m)                   | 1,62             | 1,69             | 1,77             | 2,01            | 1,4                |
| Dislocamento (t)                | 250              | 325              | 369              | 403             | 255                |
| Dislocamento a pieno carico (t) | 680              | 736              | 751              | 430             | 320                |

## Unità

### Francia
Landing Craft Utility (LCU ex US Navy)
- L9085
- L9086
- L9073
- L9074
- L9076
- L9087
- L9088
- L9089

Engin de Débarquement d'Infanterie et de Chars (EDIC) de première génération
- EDIC L9091
- EDIC L9092
- EDIC L9093
- EDIC L9094
- EDIC L9095
- EDIC L9096

Bâtiment Atelier Annexe (BAA)
- L9081
- L9082
- L9083

Bâtiment Annexe Magasin Electronique (BAME)
- L9084

Engin de Débarquement d'Infanterie et de Chars (EDIC) du type 61
- L9070
- L9071
- L9072
- L9073
- L9074

Engin de Débarquement d'Infanterie et de Chars (EDIC) du type 700
- Sabre (L9051)
- Dague (L9052)

Chaland de Débarquement d'Infanterie et de Chars (CDIC)
- Rapière (L9061)
- Hallebarde (L9062)

Chaland de transport et de servitude (CTS)
- Gapeau (L9090)

### Germania
Klasse 520 Barbe
- L 760 Flunder
- L 761 Karpfen
- L 762 Lachs
- L 763 Plötze
- L 764 Rochen
- L 765 Schlei
- L 766 Stör
- L 767 Tümmler
- L768 Wels
- L 769 Zander
- L 788 Butt
- L 789 Brasse
- L 790 Barbe
- L 791 Delphin
- L 792 Dorsch
- L 793 Felchen
- L 794 Forelle
- L 795 Inger
- L 796 Makrele
- L 797 Muräne
- L 798 Renke
- L 799 Salm

### Paesi Bassi
Landing Craft Utility ((NL)LCU) Mark II
- L9525
- L9526
- L9527
- L9528
- L9529

### Regno Unito
LCU Mk.9
- L700
- L701
- L702
- L703
- L704
- L705
- L706
- L707
- L708
- L709
- L710
- L711

LCU Mk.10
- L1001
- L1002
- L1003
- L1004
- L1005
- L1006
- L1007
- L1008
- L1009
- L1010

### Stati Uniti
LCU classe 1466
- 143 - LCU-1466 → LCU-1609

LCU classe 1610
- 17 - LCU-1610 → LCU-1626

LCU classe 1627
- 19 - LCU-1626 → LCU-1645

LCU classe 1646
- 21 - LCU-1646 → LCU-1666

LCU 2000 o classe Runnymede
- 35 - LCU 2001 → LCU-2035